# Richard Doddridge Blackmore
Richard Doddridge Blackmore (7 de junio de 1825-20 de enero de 1900) fue un novelista británico.

## Biografía
Nació el 7 de junio de 1825 en Longworth. A pesar de estudiar derecho y llegar a ejercer algunos años, finalmente abandonó su carrera debido a problemas de salud y se dedicó a escribir. Su reputación descansa principalmente en la novela romántica Lorna Doone (1869), ambientada en el siglo XVII. Sin embargo, escribió otras trece novelas, incluyendo The Maid of Sker (1872) y Springhaven (1887), además de un número importante de poesías. Falleció en 1900.